# Willam Belli
Willam Belli of kortweg Willam (Philadelphia, 30 juni 1982) is een Amerikaans acteur, dragqueen en singer-songwriter, die onder meer bekendheid kreeg door zijn rol als transvrouw in de televisieserie Nip/Tuck (2004-2006) en door zijn deelname aan RuPaul's Drag Race (2011-2012). Voor dat laatste werd hij genomineerd voor een NewNowNext Award.

## Loopbaan
Belli werd geboren in Philadelphia. Hij groeide op in Florida, waar zijn vader werkte bij het Kennedy Space Center. Hij maakte zijn tv-debuut in 2002 in de serie The District. Hij speelde later rollen in onder meer Cold Case, Boston Public en Nip/Tuck. 
Belli speelde vaker rollen als dragqueen en in 2009 vormde hij met collega-dragqueens Detox, Kelly Mantle, Rhea Litré en Vicky Vox de band Tranzkuntinental. In 2011 werd hij gevraagd auditie te doen voor RuPaul's Drag Race. Hij werd toegelaten, maar later gediskwalificeerd. Hij bracht vervolgens het album The Wreckoning uit en met Detox en Vicky Vox de single Chow Down, een parodie op het nummer Hold on van Wilson Phillips. De drie, optredend onder de naam DMV, oogstte succes met hun videoparodieën, waaronder Boy Is a Bottom (2013), een persiflage op Girl on Fire van Alicia Keys. DMV viel in 2014 uit elkaar. In dat jaar werd Belli een 'American Apparel Ad Girl' naast Courtney Act en Alaska Thunderfuck. Zij brachten de singles American Apparel Ad Girls en Dear Santa, Bring Me a Man uit. In 2015 bracht Belli een Spaanstalige versie van Boy Is a Bottom uit, Es Una Pasiva, en het album Shartistry in Motion.

## Foto's

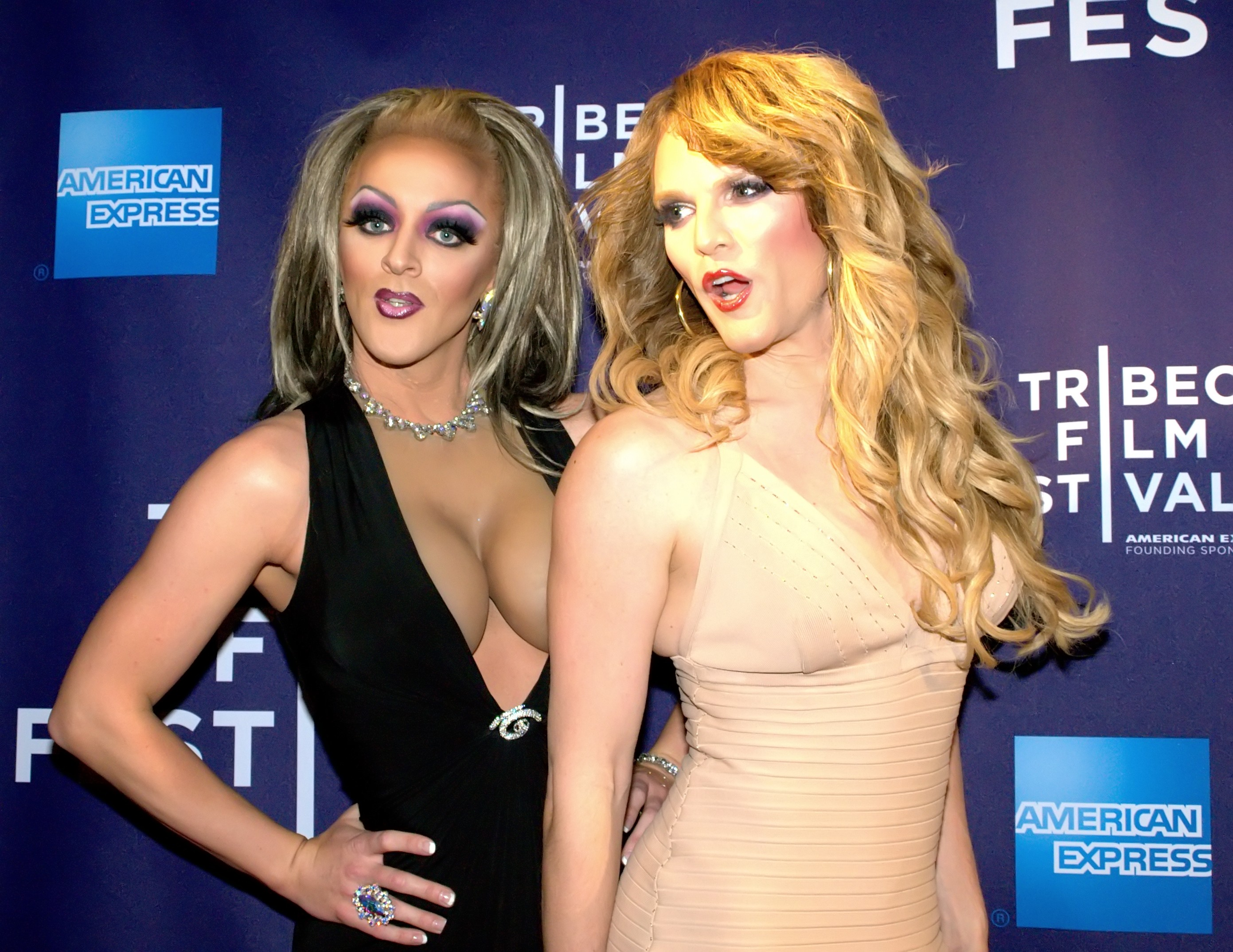
Met Jenna Skyy (2010)
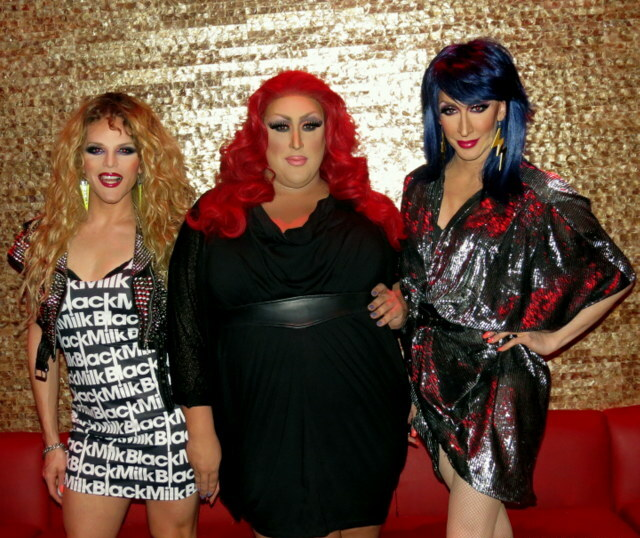
Met Detox en Vicky Vox (2013)

## Filmografie (selectie)
| Jaar      | Titel                               | Rol                        | Medium        |
| --------- | ----------------------------------- | -------------------------- | ------------- |
| 2003      | American Wedding                    | butch queen                | film          |
| 2004      | The Last Shot                       | dragqueen                  | film          |
| 2004-2006 | Nip/Tuck                            | Cherry Peck                | tv-serie      |
| 2005      | Screech of the Decapitated          | Marta                      | film          |
| 2006      | Big Top                             | Renee                      | film          |
| 2006      | Unbeatable Harold                   | Anita Boner                | film          |
| 2007      | Because I Said So                   | Transseksueel              | film          |
| 2008      | Defying Gravity                     | Lola                       | film          |
| 2008      | Dog Tags                            | Alan                       | film          |
| 2008      | Another Gay Sequel: Gays Gone Wild! | Nancy Needatwat            | film          |
| 2008      | Crowded                             | Celeste                    | korte film    |
| 2008      | Tranny McGuyver                     | Officer Mac                | korte film    |
| 2009      | Sex Drugs Guns                      | Candy                      | film          |
| 2009      | Tools 4 Fools                       | Blonde dragqueen           | korte film    |
| 2010      | Barry Munday                        | Felicia                    | film          |
| 2010      | Ticked-Off Trannies with Knives     | Rachel Slurr               | film          |
| 2010      | Silver Lake                         | Dario                      | korte film    |
| 2010      | Gaysharktank.com                    |                            | korte film    |
| 2010      | BloodRayne 3: The Third Reich       | Vasyl Tishenko             | film          |
| 2011      | Cinema Verite                       | Candy Darling              | tv-film       |
| 2011      | Blubberella                         | Vadge                      | film          |
| 2011      | 2nd Take                            | tranny                     | film          |
| 2011      | Someplace Better Than Here          | Travis                     | korte film    |
| 2012      | The Newest Pledge                   | zeeman                     | film          |
| 2012      | Fun Size                            | Qwerty                     | film          |
| 2012      | Lost Angeles                        | Bob                        | film          |
| 2012      | The Watch                           | Olivia                     | film          |
| 2012      | Fake Fingernails, Cash and Viagra   | Franklin                   | korte film    |
| 2013      | X-Rated                             | Geoffrey Gann/'Karen Dior' | film          |
| 2013      | Southern Baptist Sissies            | Benny                      | tv-film       |
| 2015      | Mouthpiece                          | Diva Bell                  | film          |
| 2015      | Hollywood                           | Champagne                  | film          |
| 2015      | EastSiders                          | Douglas/Gomorrah Ray       | internetserie |
| 2016      | Kicking Zombie Ass for Jesus        | Beth Ann-Fetterman         | film          |
| 2016      | Hurricane Bianca                    | Bailey                     | film          |
| 2016      | Go-Go Boy Interrupted               | Willam                     | tv-serie      |
| 2018      | A Star Is Born                      | Emerald                    | film          |

## Discografie

### Albums
- The wreckoning (2012)
- Shartistry in motion (2015)

### Singles
- Trouble (2012), met Detox en Vicky Vox
- The vagina song (2012)
- Love you like a big schlong (2012)
- She doesn't know (2012)
- Let's have a KaiKai (2012), met Rhea Litré
- Stand By Your Man (2012), met Drake Jensen
- RuPaulogize (2013), met Sharon Needles
- Potential new boyfriend (2013)
- Boy is a bottom (2013), met DMV
- Silicone (2013), met DMV
- Blurred bynes (2013), met DMV
- That Christmas song (2013), met DMV
- Gaycation! (2014), met DMV
- Hole pic (2014)
- Only anally (2014)
- American apparel ad girls (2014), met Courtney en Alaska
- Dear Santa, bring me a man (2014), met Courtney en Alaska
- Es una pasiva (2015)
- Ride for AIDS (2015), met Alaska
- Thick thighs (2015), met Latrice Royale
- I'm not a pearl (2015)
- Uck foff (2016)